# 毛叶毛茛
毛叶毛茛（学名：Ranunculus suprasericeus）为毛茛科毛茛属下的一个种。

## 扩展阅读
- 維基物種上的相關：毛叶毛茛